# امشب ز غمت میان خون خواهم خفت
رباعی با مطلع «امشب ز غمت میان خون خواهم خفت» نهمین رباعی از دیوان حافظ به تصحیح محمد قزوینی و قاسم غنی می باشد.
| امشب ز غمت میان خون خواهم خفت |  | وز بستر عافیت برون خواهم خفت     |
| باور نکنی خیال خود را بفرست   |  | تا دَرنگرد که بی‌ تو چون خواهم خفت |